# NGC 5678
NGC 5678 је спирална галаксија у сазвежђу Змај која се налази на NGC листи објеката дубоког неба.
Деклинација објекта је + 57° 55' 23" а ректасцензија 14h 32m 5,5s. Привидна величина (магнитуда) објекта NGC 5678 износи 11,4 а фотографска магнитуда 12,2. Налази се на удаљености од 31,950 милиона парсека од Сунца. NGC 5678 је још познат и под ознакама UGC 9358, MCG 10-21-5, CGCG 296-9, KARA 634, IRAS 14306+5808, PGC 51932.